# John Ericson
John Ericson (às vezes soletrado Erickson; nascido Joachim Alexander Ottokar Meibes; Düsseldorf, 25 de setembro de 1926 - Santa Fé, 3 de maio de 2020) foi um ator de cinema e televisão germano-americano. 

## Vida pregressa
Ericson nasceu Joachim Alexander Ottokar Meibes em Düsseldorf, Alemanha. Seus pais, Ellen, uma atriz e estrela da ópera, e Carl F. Meibes, que mais tarde se tornou presidente de uma empresa de extração de alimentos em Nova York, deixaram a Alemanha, supostamente para escapar do crescente regime nazista, e foram para os Estados Unidos. Ericson estudou na American Academy of Dramatic Arts em Nova York na mesma classe que Grace Kelly, Jack Palance e Don Rickles, e apareceu na Broadway na produção original de 1951 de Stalag 17, dirigida por José Ferrer.

## Carreira
Ericson fez vários filmes para a MGM em rápida sucessão na década de 1950. Estreou-se em Teresa (1951), dirigido por Fred Zinnemann. Ele apareceu em uma série de filmes que incluiu Rapsódia, O Príncipe Estudante, Green Fire (todos em 1954) e Bad Day at Black Rock (1955). Ele co-estrelou com Barbara Stanwyck em Forty Guns (1957). Em 1958, ele apareceu como o xerife Barney Wiley no western Day of the Badman, estrelado por Fred MacMurray. 
Nos 30 anos seguintes, sua carreira continuou principalmente na televisão. Ele apareceu no papel principal em "The Peter Bartley Story" do drama da CBS The Millionaire . Ele apareceu com Dorothy Malone no episódio "Mutiny" de Appointment with Adventure da CBS (que foi ao ar em 1 de janeiro de 1956). Ele fez aparições em The Restless Gun (1958) e Target: The Corruptors! (1961). Ericson também atuou duas vezes em Bonanza : ele interpretou Vince Dagen no episódio "Breed of Violence" de 1960 e interpretou Wade Hollister no episódio "Journey to Terror" de 1967. De 1965 a 1966, ele co-estrelou como o parceiro de Anne Francis em Honey West . (Ele e Francis interpretaram irmão e irmã em Bad Day no Black Rock). Em 1971, ele apareceu como Jack Bonham em "The Men From Shiloh" (nome rebatizado para o faroeste de TV The Virginian ) no episódio intitulado "The Political". 
Ele desempenhou o papel-título em Pretty Boy Floyd (1960), e suas outras aparições em filmes incluíram papéis em Under Ten Flags (1960), Slave Queen of Babylon (1963), 7 Faces of Dr. Lao (1964), Operation Atlantis (1965) ), The Money Jungle (1968), The Bamboo Saucer (1968), Bedknobs and Broomsticks (1971), Crash! (1976) e The Far Side of Jericho (2006). 

## Vida pessoal e morte
Ele foi casado duas vezes e teve dois filhos de seu primeiro casamento com Milly Coury. Ele foi casado com sua segunda esposa Karen Huston Ericson por mais de 45 anos. Ele morreu de pneumonia em 3 de maio de 2020, aos 93 anos.

## Filmografia
| Filme | Filme                       | Filme                                | Filme       |
| Ano   | Título                      | Função                               | Notas       |
| ----- | --------------------------- | ------------------------------------ | ----------- |
| 1951  | Teresa                      | Philip Cass                          |             |
| 1951  | It's a Big Country          | Naval Ensign                         | Sem crédito |
| 1954  | Rapsódia                    | James Convidado                      |             |
| 1954  | The Student Prince          | Conde Von Asterburg                  |             |
| 1954  | Green Fire                  | Donald Knowland                      |             |
| 1955  | Bad Day at Black Rock       | Pete Wirth                           |             |
| 1955  | O retorno de Jack Slade     | Jack Slade, Jr.                      |             |
| 1956  | A torre cruel               | Tom Kittredge                        |             |
| 1957  | Quarenta armas              | Brockie Drummond                     |             |
| 1957  | Oregon Passage              | Tenente Niles Ord                    |             |
| 1958  | Dia do Badman               | Xerife Barney Wiley                  |             |
| 1960  | Pretty Boy Floyd            | Floyd de Charles Arthur 'Pretty Boy' |             |
| 1960  | Under Ten Flags             | Krüger                               |             |
| 1963  | Rainha escrava da Babilônia | Kir                                  |             |
| 1964  | 7 faces do Dr. Lao          | Ed Cunningham / Transformed Pan      |             |
| 1965  | Operação Atlântida          | George Steele                        |             |
| 1967  | A Vingança de Pancho Villa  | Don Diego Alvarado / Diego Owens     |             |
| 1967  | A selva do dinheiro         | Blake Heller                         |             |
| 1968  | Os destruidores             | Holandês holandês                    |             |
| 1968  | O pires de bambu            | Fred Norwood                         |             |
| 1969  | Talismã Negro               | Will Hunter                          |             |
| 1971  | Knobs e vassouras           | Col. Heller                          |             |
| 1975  | Kumander Agimat             |                                      |             |
| 1975  | Hustler Squad               | Maj. Stonewell / Stony               |             |
| 1976  | Batida!                     | Dr. Gregg Martin                     |             |
| 1978  | A casa dos Mortos           | Talmudge                             |             |
| 1984  | Missão Final                | Coronel Joshua Cain                  |             |
| 1989  | Alvo primário               | Phil Karlson                         |             |
| 2006  | The Far Side of Jericho     | Charlie                              |             |